# Ribeauvillé
Ribeauvillé (Elzassisch: Ràppschwihr, Duits: Rappoltsweiler) is een gemeente in het Franse departement Haut-Rhin (regio Grand Est), op ca. 240 m hoogte en telde op 1 januari 2022 4.723 inwoners.

## Geschiedenis
Sinds de 8e eeuw heette de plaats "Rathaldovilare"; het was eerst een bezit van de bisschoppen van Bazel die het als leengoed gaven aan de heren van Rappolstein, die behoorden tot de meest invloedrijke edelen in de Elzas. De heer van Rappolstein was tevens de "Koning of beschermheer van de rondtrekkende minstrelen in de streek", die zijn bescherming kregen door middel van het betalen van een belasting. 
Toen deze familie in 1673 uitstierf, ging deze deels symbolische positie van "Koning van de minstrelen" naar de graven van Palts-Birkenfeld. De rondtrekkende minstrelen hadden een pelgrimskapel nabij Rapotsweiller, gewijd aan hun patrones Sint-Maria van Dussenbach en hier hielden ze meestal op 8 september een feest. Ribeauville stond na de aanhechting van de Elzas bij Duitsland in 1871 bekend als Rappotsweiller.
Ribeauvillé was de hoofdplaats van het kanton Ribeauvillé tot dit in 2014 werd opgeheven en de gemeenten werden opgenomen in het kanton Sainte-Marie-aux-Mines. in 2015 werd ook het arrondissement Ribeauvillé opgeheven en werden de gemeente opgenomen in het nieuwe arrondissement Colmar-Ribeauvillé.

## Bezienswaardigheden
Nabij de plaats liggen de ruïnes van drie kastelen genaamd: Sint-Ulrich, Girsberg en Haut-Ribeaupierre, die aan de heren van Ribeaupierre behoorden.
In het bos van Ribeauvillé is de grootste mammoetboom van Europa te vinden, deze bomen komen voornamelijk voor in de Verenigde staten.

## Geografie
De oppervlakte van Ribeauvillé bedroeg op 1 januari 2022 32,21 vierkante kilometer; de bevolkingsdichtheid was toen 146,6 inwoners per km².

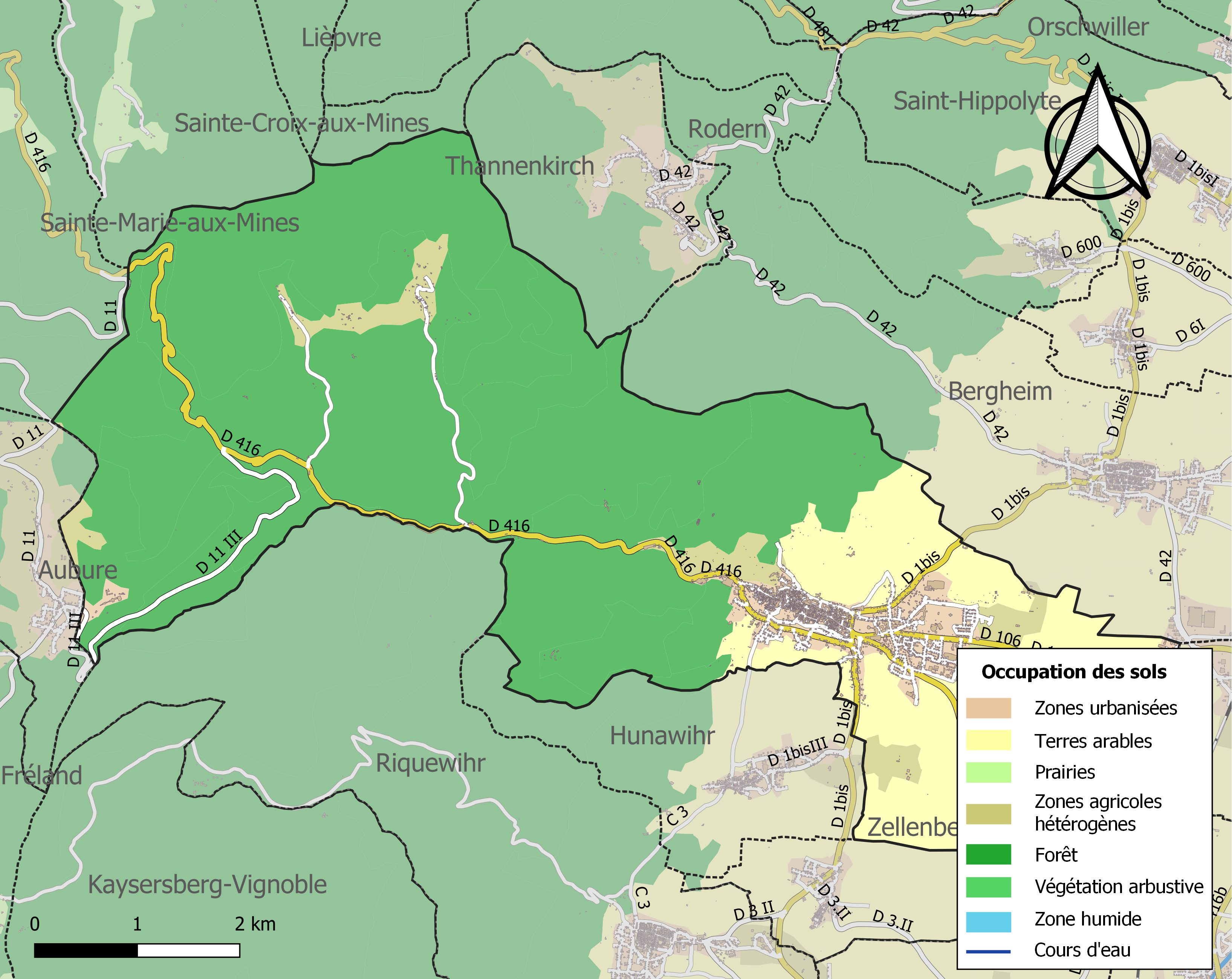
Kaart van de gemeente met de belangrijkste infrastructuur, bodemgebruik en omliggende gemeenten

## Demografie
Onderstaande figuur toont het verloop van het inwonertal (bron: INSEE-tellingen).

## Partnersteden
Ribeauvillé is een partnerstad van het Duitse Landau in der Pfalz.

## Geboren
- Frederik Michael van Palts-Birkenfeld (1724-1767), Duits generaal-veldmaarschalk
- Carl August von Steinheil (1801-1870), Duits natuurkundige

## Overleden
- Jean Hugel (1924-2009), wijnbouwer